# Monasterio de Santa Rosa de Lima
El Monasterio de Santa Rosa de Lima o Monasterio de Santa Rosa de Santa María, más conocido como Santa Rosa de las Monjas, está conformado por la iglesia y el monasterio, fue construido en los siglos XVII y XVIII, junto a la casa en la que vivió y falleció Santa Rosa de Lima, Patrona de Lima, América y Filipinas, destaca la habitación (convertida en capilla) en la cual pasó los últimos tres meses de vida, agonizante hasta fallecer el 24 de agosto de 1617.

## Historia del monasterio
La canonización de Santa Rosa de Lima, el doce de abril de 1671, hizo que la ciudad de Lima vibrase ante las virtudes de su patrona. Varias jóvenes piadosas concibieron la idea de reunirse para imitar a la Santa y desde 1678 ocuparon, con autoridad del Ordinario, una casa próxima al Santuario y dominicano y vistieron el hábito dominicano.
Como el número de "Beatas Rosas" —así se llamaban— creciese, se pensó erigir para ellas un Monasterio y se pidió al Rey licencia para su fundación. Por la Real Cédula, dada en Madrid el veintiséis de enero de 1704, concedió su Majestad Felipe V de España que el Beaterio fuese elevado a la categoría de Monasterio. Aunque la cédula fue concedida el año 1704 no hubo clausura hasta el dos de febrero de 1708, día en que se inauguró solemnemente el monasterio.
Las donaciones que recibieron las Beatas Rosas influyeron mucho en el ánimo de su Majestad para inclinarse a conceder la fundación. La suma de estas donaciones ascendía a cuatrocientos mil pesos.
Este hecho fue un acontecimiento grande en Lima. El Señor Arzobispo, Monseñor Melchor de Liñán y Cisneros, hizo el traslado de tres monjas del 
Monasterio de Santa Catalina al Beaterio; que ya no se encontraba junto al Santuario sino en la cuadra de San Sebastián, a donde se había trasladado.
En procesión solemne, fue acompañado el prelado por los ministros del Juzgado Eclesiástico y por casi toda Lima. Recibió en la rígida clausura de las dominicas a las tres monjas que fueron destinadas para dirigir el nuevo monasterio y a Doña Josefa Portocarrero, hija del Virrey, Conde de la Monclova, la cual esperaba en Santa Catalina el momento de fundarse el Real Monasterio.
El Beaterio de Santa Rosa, ubicado en una casa cercana al actual Santuario, se trasladó a la cuadra de San Sebastián en cuyo lugar se elevó oficialmente a la categoría de monasterio. Parece que allí mismo se intentaba edificar definitivamente, pero no se hizo por ser un sitio malsano como atestiguó el médico, por cuya causa se pensó en un nuevo traslado.
El Reverendo Padre Alonso Messia hizo todo lo posible para inclinar al Virrey a conceder esta gracia y así lo consiguió, pues el Marqués de Casteldusrius por el Decreto del dos de enero de 1709 ordenó fuese entregada la casa de los Sres. de la Maza, donde Santa Rosa había vivido los últimos años de su vida y exhaló el último suspiro, a estas religiosas, juntamente con el Beaterio de Recogidas de la Purísima, fundación del v. P. Castillo y a las cuales, el Virrey Conde de Lemos había proporcionado la casa contigua al lugar en que murió la Santa en los Barrios Altos.

## El nuevo local
Gran alegría debió producir a las monjas la entrada a este nuevo lugar, que tenía el recuerdo de los últimos momentos de Santa Rosa.
Fecha trascendental para el monasterio fue el 17 de mayo de 1710, en que tuvo por primera vez priora propia. Concedida la licencia para la elección de Priora, todas pusieron sus ojos en Doña Josefa Portocarrero Laso de la Vega y fue nombrada priora, por el Reverendo Dr. Don Francisco Alonso Garcés, con el beneplácito de todas.
El ejemplo que dio la priora fue causa de que en muchas jóvenes limeñas de altas clases sociales, se despertase la inquietud del llamamiento a la vocación contemplativa, y pronto se vio el monasterio lleno de ellas. Más tarde el Excelentísimo Monseñor Arzobispo Soloaga nombró priora a Sor Ana María de Jesús el 5 de mayo de 1718.
Las monjas cuentan en su monasterio con una joven descendiente de la familia de Santa Rosa, Doña Laura Flores de Oliva, llamada Sor Laura de San Joaquín, hija de Don Gaspar Flores de Oliva y Doña Isabel de Arsave.

## Otros monasterios
A imitación de este monasterio se fundan otros monasterios y casas con el título de «Rosa de Santa María», como, Santiago de Chile, Morelia, Guatemala y también en Cuzco.
De todos estos monasterios, el de Santiago de Chile fue fundado por monjas del Monasterio de Lima. En el año 1754, siendo virrey el Señor Don José Manso y Arzobispo el Señor Don Pedro Antonio de Barraeta y Ángel, salieron de la clausura, con la venia de la priora, la Madre Teresa de San José, y de toda la comunidad, el día 16 de agosto, las Madres Laura Rosa de San Joaquín, María Antonia del Espíritu Santo y Rosa de Santa María, para embarcarse con rumbo a Santiago y desempeñar en el monasterio que se iba a inaugurar los respectivos oficios de priora, maestra de novicias y portera. Las recibió jurídicamente el reverendo padre Fray Diego Flores de Oliva, de la Real Orden de la Merced, el cual, también las acompañó hasta Chile, porque haría allí las veces de capellán. Cuando el Monasterio de Santiago pudo funcionar por sí mismo regresaron las madres fundadoras a su primera clausura dejándole floreciente.
Actualmente en el monasterio se custodia como capillita, la habitación en la cual falleció Santa Rosa.
En lo material, está debidamente refaccionado y cuenta con 22 religiosas de votos solemnes, de votos simples y tres novicias.